# Polaines ruborós
El polaines ruborós (Platycnemis acutipennis) és una espècie d'odonat zigòpter de la família Platycnemididae. És present a Catalunya.

## Descripció
És l'únic zigòpter europeu que combina un abdomen de color vermell taronja amb ulls blaus.
El mascle té les tíbies posteriors moderadament amples, més amples que Platycnemis pennipes i Platycnemis latipes (els mascles de les dues espècies tenen abdòmens blaus). El tòrax és de color marronós amb ratlles negres. Els sexes són similars.

## Hàbitat
Viu tant en aigües quietes com moderadament ràpides.

## Distribució
És comú i àmpliament distribuït en tot el sud-oest d'Europa, incloent Portugal, Espanya i França; és endèmic en aquesta zona. Hi ha però alguns registres recents a Alemanya.

## Galeria

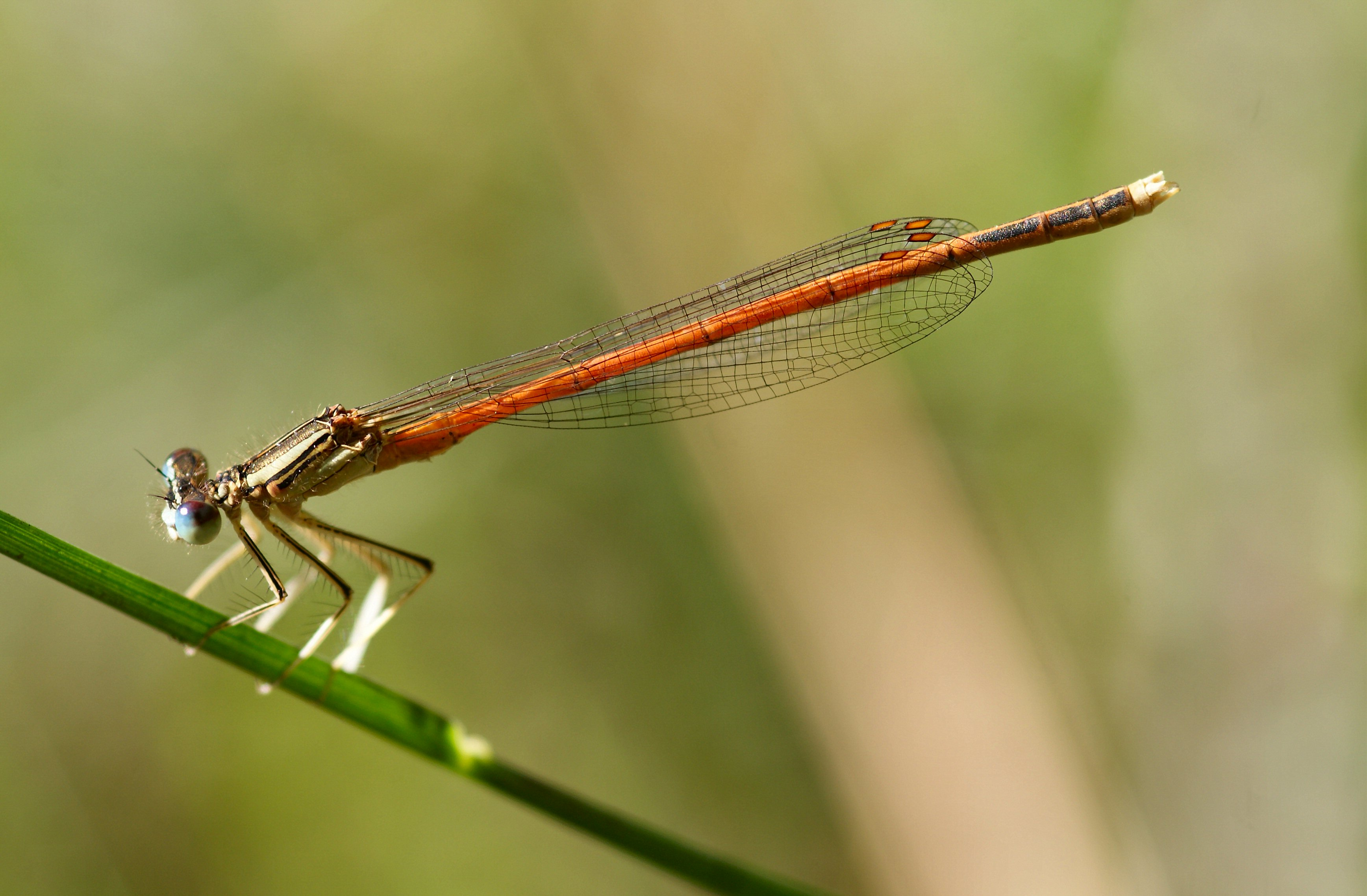
Platycnemis acutipennis mascle
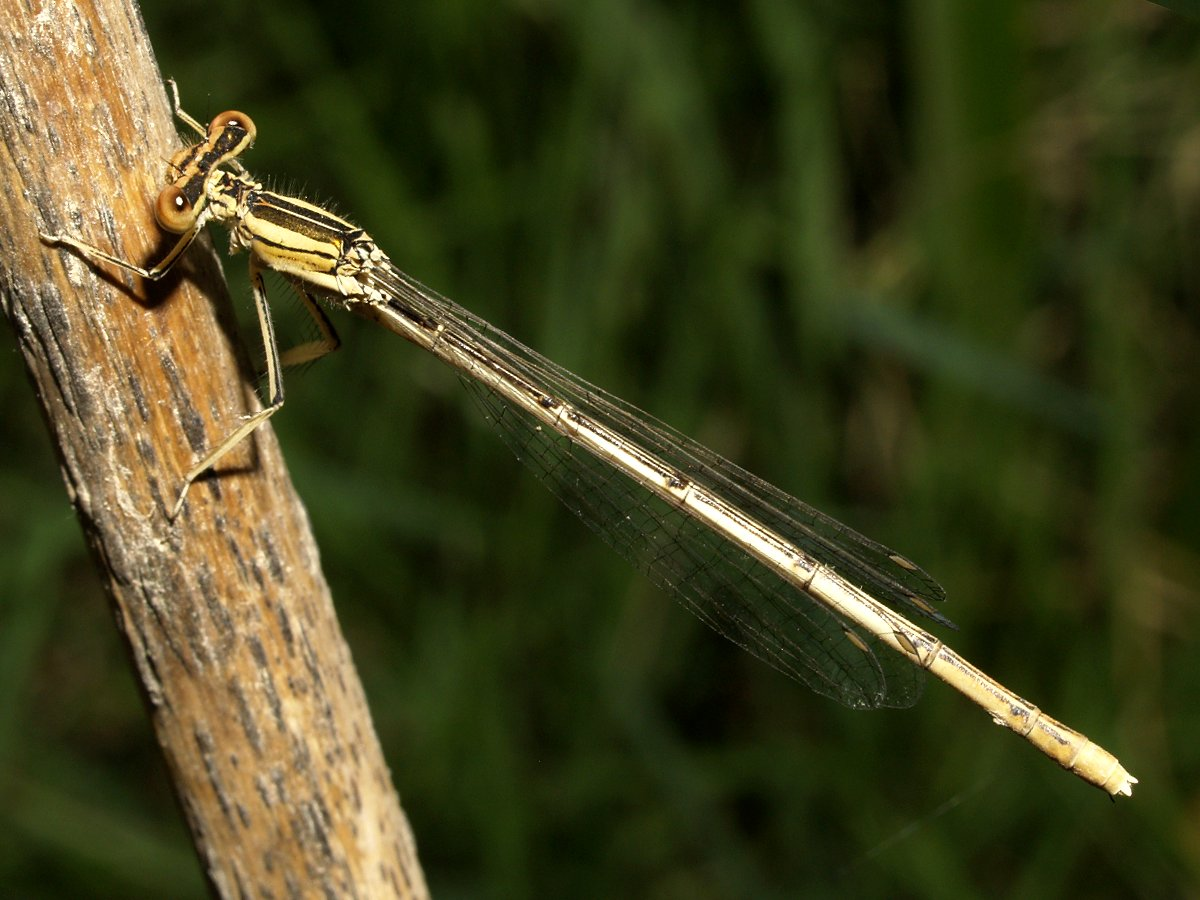
Platycnemis acutipennis femella
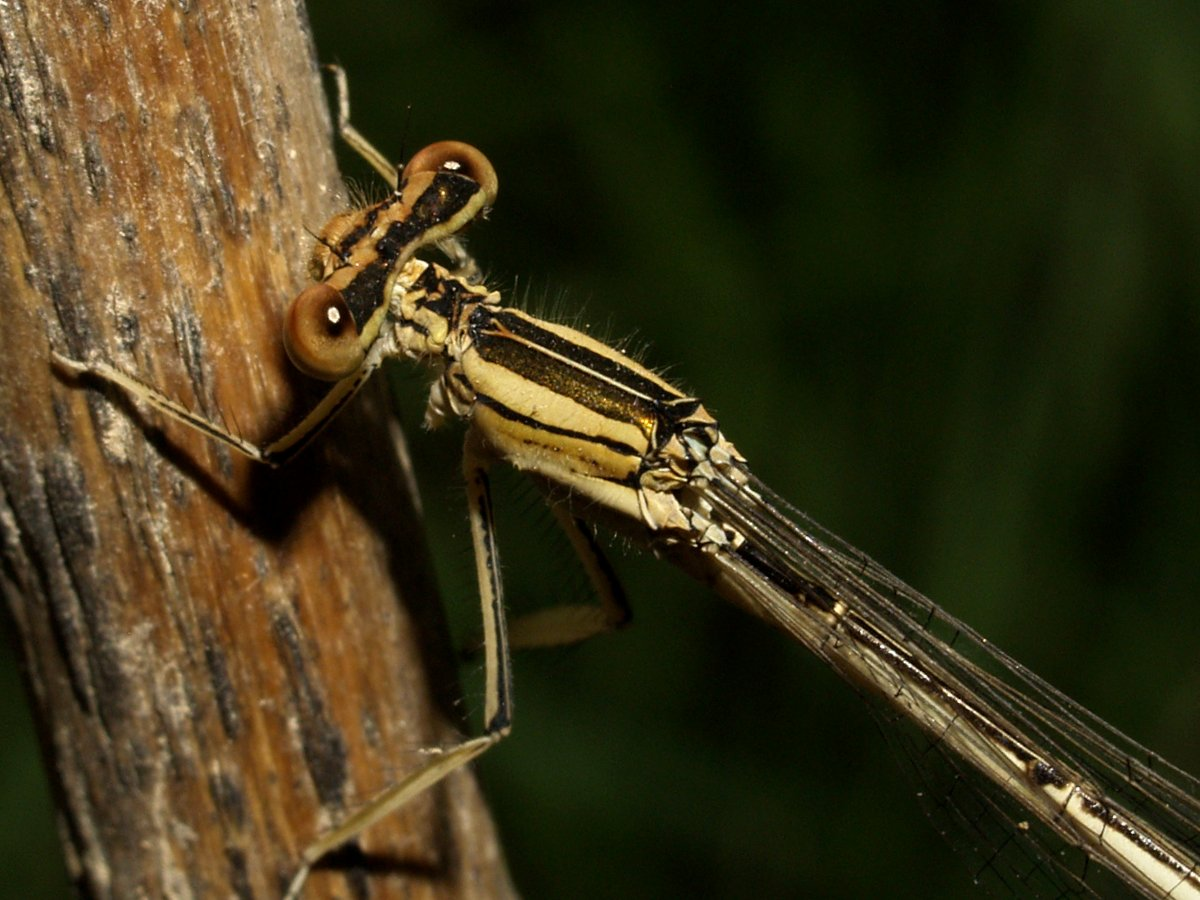
Platycnemis acutipennis detall